# Bauhinia seminarioi
Bauhinia seminarioi är en ärtväxtart som beskrevs av Henrik Franz Alexander von Eggers. Bauhinia seminarioi ingår i släktet Bauhinia och familjen ärtväxter. Inga underarter finns listade i Catalogue of Life.